# Oribellopsis forsslundi
Oribellopsis forsslundi är en kvalsterart som först beskrevs av Johann Wilhelm Karl Moritz 1965.  Oribellopsis forsslundi ingår i släktet Oribellopsis och familjen Oribellidae. Inga underarter finns listade i Catalogue of Life.